# Émile Debacker
Pour les articles homonymes, voir Debacker.
 (mars 2024).
La mise en forme du texte ne suit pas les recommandations de Wikipédia : il faut le « wikifier ».
Les points d'amélioration suivants sont les cas les plus fréquents. Le détail des points à revoir est peut-être précisé sur la page de discussion.
- Les titres sont pré-formatés par le logiciel. Ils ne sont ni en capitales, ni en gras.
- Le texte ne doit pas être écrit en capitales (les noms de famille non plus), ni en gras, ni en italique, ni en « petit »…
- Le gras n'est utilisé que pour surligner le titre de l'article dans l'introduction, une seule fois.
- L'italique est rarement utilisé : mots en langue étrangère, titres d'œuvres, noms de bateaux, etc.
- Les citations ne sont pas en italique mais en corps de texte normal. Elles sont entourées par des guillemets français : « et ».
- Les listes à puces sont à éviter, des paragraphes rédigés étant largement préférés. Les tableaux sont à réserver à la présentation de données structurées (résultats, etc.).
- Les appels de note de bas de page (petits chiffres en exposant, introduits par l'outil «  Source ») sont à placer entre la fin de phrase et le point final[comme ça].
- Les liens internes (vers d'autres articles de Wikipédia) sont à choisir avec parcimonie. Créez des liens vers des articles approfondissant le sujet. Les termes génériques sans rapport avec le sujet sont à éviter, ainsi que les répétitions de liens vers un même terme.
- Les liens externes sont à placer uniquement dans une section « Liens externes », à la fin de l'article. Ces liens sont à choisir avec parcimonie suivant les règles définies. Si un lien sert de source à l'article, son insertion dans le texte est à faire par les notes de bas de page.
- La présentation des références doit suivre les conventions bibliographiques. Il est recommandé d'utiliser les modèles {{Ouvrage}}, {{Chapitre}}, {{Article}}, {{Lien web}} et/ou {{Bibliographie}}. Le mode d'édition visuel peut mettre en forme automatiquement les références.
- Insérer une infobox (cadre d'informations à droite) n'est pas obligatoire pour parachever la mise en page.

Pour une aide détaillée, merci de consulter Aide:Wikification.
Si vous pensez que ces points ont été résolus, vous pouvez retirer ce bandeau et améliorer la mise en forme d'un autre article.
 (mars 2024).
Si vous disposez d'ouvrages ou d'articles de référence ou si vous connaissez des sites web de qualité traitant du thème abordé ici, merci de compléter l'article en donnant les références utiles à sa vérifiabilité et en les liant à la section « Notes et références ».
Émile (Louis Pierre Joseph) Debacker (souvent également orthographié « De Backer ») est un prêtre catholique belge, enseignant, organiste et compositeur. Il naît à Tongre-Notre-Dame (Belgique) le 23 janvier 1878.

## Biographie

### Premières années
Issu d'une famille de musiciens, Émile Debacker est imprégné de musique dès sa plus tendre enfance.[style à revoir]

### Carrière sacerdotale et enseignante
Il reçoit l’ordination sacerdotale en l’église cathédrale de Tournai le 24 mai 1902 de Charles-Gustave Walravens,.
Quelques années plus tard, il décroche auprès de l’université de Louvain le diplôme de Docteur en Philosophie et Lettres. Ensuite, en 1911, dans le recueil de travaux des membres du cercle d’histoire et d’archéologie, cette même université publie, de lui, « Sacramentum, le mot et l’idée représentée par lui dans les œuvres de Tertullien », très probablement la version intégrale de ce qu’a été sa thèse. Pour son intérêt et ses travaux sur le sujet, il est référencé régulièrement dans les milieux académiques.
Il est tout d’abord professeur au Petit Séminaire de Bonne-Espérance, à Vellereille-les-Brayeux, près de Binche, d’avril à septembre 1903, moment auquel il devient professeur au Collège Saint-Augustin d’Enghien, titulaire de la Rhétorique et puis Préfet des études de 1906 à mars 1930,,.
On relève aussi qu’il est:
- vicaire à partir du 12 août 1908 à Hellebecq,
- desservant à Bassilly à partir du 10 décembre 1924,
- à Deux-Acren à partir du 6 janvier 1926.

Du 6 au 30 juillet 1926, soit moins de quatre semaines, il est curé de Hoves. À la demande d’un ancien Principal du collège d’Enghien, l’évêque annule rapidement cette nomination, pour « ne pas nuire aux intérêts des élèves et de la maison, en même temps qu’aux intérêts moraux de l’abbé Debacker ».
Le 14 avril 1930, il est nommé à la double charge d’inspecteur de l’enseignement moyen du diocèse de Tournai et de curé d’Hacquegnies vers où il déménage, quittant ainsi le collège d’Enghien.
Émile Debacker participe notamment à la rédaction d'une grammaire latine.
Il est Chevalier de l’ordre de Léopold.
Il décède à Hacquegnies le 8 février 1945.

## Vie musicale
Émile Debacker est issu et membre d’une famille de nombreux musiciens. Son père François Joseph (Moustier-au-Bois, 15 février 1835- Tongre-Notre-Dame, 7 décembre 1915) est notamment clerc-organiste de la basilique de Tongre-Notre-Dame pendant 50 années. Mais Émile Debacker nous apprend que c’est son frère Nestor Pierre Joseph (Tongre-Notre-Dame, 18 janvier 1867 – Gilly, 18 décembre 1919) qui est son premier professeur de musique.
Par son frère Nestor, Émile Debacker a trois neveux organistes dont voici, pour chacun d’entre eux, les prénoms et noms, paroisses où ils étaient titulaires, et dates de naissance et de décès : Émile Clément Désiré, collégiale Sainte-Waudru, Mons (Gilly, 10 mai 1893 – Ghlin, 19 février 1954), Joseph, église Saint-Victor, Dampremy (Gilly, 10 octobre 1909 - Dampremy, juin 1961) et Victor, église Saint-Germain, Chapelle-lez-Herlaimont (Gilly, 5 mars 1911 – Chapelle-lez-Herlaimont, 13 juillet 1952 ).
Émile Debacker est élève d’Alphonse Mailly pour l’orgue et de Paulin Marchand pour l’harmonie, le contrepoint et la fugue. Dans son ouvrage « Le Hainaut en musique » de 1951, l’historien Émile Poumon indique que le chanoine Émile est aussi élève de l’Institut Lemmens. D’après le programme d’inauguration de l’orgue d’Estaimbourg, le 31 août 1930, l’abbé Émile a un « Prix de conservatoire », sans autre précision.
Émile Debacker compose un nombre important d’œuvres d’un intérêt reconnu,,,,. À l’exception d’une composition pour piano, ce sont des pièces pour orgue dont quelques-unes avec voix.
À Enghien, au lendemain de la guerre 1914-1918, les cloches du carillon, cachées sous l'occupation, sont replacées dans la tour. À l'initiative de quelques personnalités enghiennoises, un « Comité pour la restauration du carillon d'Enghien » est constitué et Émile Debacker en fait partie.

## Interprétations de tiers
Par des concerts, enregistrements…, des organistes réputés témoignent de l’intérêt des œuvres d’Émile Debacker,,. Outre des membres ou descendants de sa propre famille, nous pouvons citer, parmi eux, dans l’ordre chronologique de leur contribution, Gabrielle Delmotte, Maurice Guillaume, Bernard Carlier, Philippe Le Gargean (France).

## Œuvres
Les compositions d'Émile Debacker sont principalement des pièces d'orgue, mais aussi des cantiques et des morceaux pour piano[réf. souhaitée].